# Ishmael Marika
Pour les articles homonymes, voir Marika.
Ishmael Marika (Nhulunbuy, 1991) est un musicien, cinéaste, réalisateur, producteur et artiste visuel aborigène d'Australie.
Artiste primé, ses installations ont été exposées dans plusieurs des plus importants musées australiens, notamment le musée d'Art contemporain d'Australie à Sydney et la galerie d'art d'Australie-Méridionale à Adélaïde.
Il est le directeur créatif de la principale unité médiatique aborigène d'Australie, le Mulka Project, qui cherche à préserver et à diffuser les langues sacrées et les pratiques culturelles du peuple Yolngu en collectant et en archivant des photographies, des documents audio et vidéo.

## Biographie

### Racines aborigènes
Ishmael naît à Nhulunbuy, une communauté aborigène de la Terre d'Arnhem (péninsule de Gove), dans le Territoire du Nord, en Australie. Sa mère Yalmakany Marawili est garde forestière à Yirralka et une artiste exposée, et la sœur de Djambawa Marawili,. Son père Wanyubi Marika est un éminent artiste et leader de son clan. Le côté maternel de la famille appartient au clan Madarrpa et le côté paternel au clan Rirratjingu, tous deux appartenant au peuple Yolŋu. Son grand-père paternel, Milirrpum Marika, accompagné de ses frères, mène les autres clans en présentant les pétitions sur l'écorce de Yirrkala (en) au gouvernement australien en 1963, dans la perspective de l'affaire des droits fonciers de Gove (en),,,. Cette affaire, conclue en 1971, a finalement conduit à l'adoption de la première législation sur les droits fonciers aborigènes en Australie (en).

### Jeunesse et formation
Ishmael Marika passe sa jeunesse à Yilpara. Il fréquente l'école primaire de Nhulunbuy avant de partir à Melbourne pour terminer le secondaire puis étudie dans un lycée à Darwin, la capitale du Territoire du Nord.
En 2009, il retourne à Yirrkala, dans le comté d'East Arnhem, où il travaille pendant six mois comme garde forestier avant de commencer à travailler pour le Mulka Project en 2010, dont il devient le directeur créatif. Basé au Buku-Larrnggay Mulka Centre (en) à Yirrkala, dans le nord-est de la Terre d'Arnhem, le Mulka Project cherche à préserver et à diffuser les langues sacrées et les pratiques culturelles du peuple Yolngu en collectant et en archivant des photographies, des documents audio et vidéo,. Après sept ans d'existence (en 2014), 80 000 photos ont été archivées, ainsi que quelques milliers de fichiers audio et plusieurs centaines de vidéos, la plus ancienne vidéo datant des années 1930 et montrant en noir et blanc des membres de la communauté Yolngu en train de danser un bunggul (danse cérémoniale).

### Carrière musicale
Ishmael Marika grandit avec la musique traditionnelle et commence à chanter à l'âge de 10 ans. Il continue à écrire des chansons qui racontent les histoires traditionnelles de son peuple sur la création du monde, la relation entre l'homme et son environnement naturel, les comportements et les valeurs de son peuple, entre autres sujets.
Le 30 avril 2015, Ishmael Marika joue d'un didjeridoo et d'un instrument typique aborigène constitué d'une paire de baguettes de claquement en bois sculpté et poli à l'occasion de l'exposition « Indigenous Australia: enduring civilisation ». Après l'exposition, il en fait don, ainsi que d'autres objets, à la collection Océanie du British Museum.
En 2016, Marika est acclamé par la critique pour sa chanson Two Sisters Journey. Outre l'écriture de chansons, Ishmael travaille sur de nombreuses productions culturelles pour le peuple Yolngu, avec l'autorisation des anciens, notamment des documentations de diverses traditions cérémonielles telles que les cérémonies dhapi et baparru.

### Carrière de cinéaste
Son premier film documentaire, le plus connu, s'intitule Wanga Watangumirri Dharuk (2013) et traite des droits fonciers des Yolngu (en), un sujet qui revêt une importance familiale pour lui, car il traite des mouvements de défense des droits fonciers de Yirrkala dans les années 1960 et 1970, : son grand-père, accompagné de ses frères, a mené plusieurs clans pour présenter les pétitions sur l'écorce de Yirrkala (en) au gouvernement australien en 1963, dans la perspective de l'affaire des droits fonciers de Gove (en),,,. Cette affaire, conclue en 1971, a finalement conduit à l'adoption de la première législation sur les droits fonciers aborigènes en Australie (en). Ce documentaire est présenté dans plusieurs festivals de musique et est projeté en privé pour l'ancien président du Timor-Oriental, José Ramos-Horta.
En 2014, il sort un deuxième film, Galka, un film dramatique sur la sorcellerie Yolŋu. Galka est présenté au Festival Garma des cultures traditionnelles (en) en 2014, où il est ovationné,.
Depuis, Marika produit plusieurs autres films, notamment Gapu Ga Gunda : The Art of Nongirrngga Marawili (2015, sur l'artiste Nonggirrnga Marawili), et une installation en cinq épisodes intitulé Wunya'Gali (The Other Side) en 2017, commandé par Transport for NSW (en).

### Carrière d'artiste visuel
Ishmael Marika est aussi sculpteur sur métal et artiste d'installation et d'art vidéo,. Il expose dans des expositions collectives de musées importants, comme Primavera 2014 (2014) et The National 2019 (2019) au Musée d'Art contemporain de Sydney, Tarnanthi (2019-2020) à la galerie d'art d'Australie-Méridionale (Adélaïde), Art of the Nation (2021) au musée et galerie d'art du Territoire du Nord (dans la banlieue de Darwin) et Naadohbii: To Draw Water (2021-2022) au musée des beaux arts de Winnipeg (Winnipeg, Canada).
Dans le cadre du Mulka Project, Marika crée une série d'animations génératives, Rulyapa, qu'il a dessinées à la main illustrant les états temporels de l'eau salée sacrée de Rirratjingu Rulyapa. Il les met à disposition sous forme de NFT,,, afin de s'assurer que l'héritage culturel de son peuple puisse être transmis aux ayants droit appropriés. « Avoir une archive numérique veut dire que nous sommes toujours en train de connecter les familles, de nous passer des messages les uns aux autres, au reste du monde et à travers le temps. » Il insiste sur la transmission de génération en génération : « nous devons garder la culture forte pour la prochaine génération et tout documenter, documenter tout ce que nous avons ici du passé et du présent. [...] Si vous regardez les documents que nous avons ici, c’est vraiment important pour les futures générations, pour les jeunes afin qu’ils puissent garder cette culture forte et la poursuivre. »

## Prix et reconnaissance
- Telstra Youth of the Year aux National Aboriginal and Torres Strait Islander Sports Awards (en), en 2016[11],[14].
- NT Traditional Song of the Year aux National Indigenous Music Awards (en), pour la chanson Two Sisters Journey[11],[14].

## Conservation
- Galerie d'art d'Australie-Méridionale, Adélaïde (vidéo)[30].
- Musée national du Victoria, Melbourne (vidéo)[31].